# Esgrima als Jocs Olímpics d'estiu de 1924 - sabre individual masculí
La competició de sabre individual masculí va ser una de les sis proves del programa d'esgrima que es van disputar als Jocs Olímpics de París de 1924. La prova es va disputar entre el 16 i el 18 de juliol de 1924, amb la participació de 47 tiradors procedents de 15 nacions diferents.

## Medallistes
| Or           | Plata        | Bronze      |
| Sandor Posta | Roger Ducret | Janos Garay |

## Resultats

### Primera eliminatòria
Es disputà el 16 de juliol. Els quatre primers de cada grup passen a les semifinals.
| Pos. | Atleta           | Nació         | Victòries | TF | TC | Rival | Rival | Rival | Rival | Rival | Rival | Rival |
| Pos. | Atleta           | Nació         | Victòries | TF | TC | CAS   | MAE   | ROL   | BIN   | EKK   | GIG   | MUN   |
| ---- | ---------------- | ------------- | --------- | -- | -- | ----- | ----- | ----- | ----- | ----- | ----- | ----- |
| 1    | Horacio Casco    | Argentina     | 4         | 19 | 17 | X     | 2-4   | 4-3   | 1-4   | 4-1   | 4-2   | 4-3   |
| 2    | Jules Maes       | Bèlgica       | 4         | 19 | 18 | 4-2   | X     | 3-4   | 4-3   | 0-4   | 4-2   | 4-3   |
| 3    | Conrado Rolando  | Uruguai       | 4         | 19 | 19 | 3-4   | 4-3   | X     | 0-4   | 4-3   | 4-2   | 4-3   |
| 4    | Bino Bini        | Itàlia        | 3         | 19 | 14 | 4-1   | 3-4   | 4-0   | X     | 3-4   | 1-4   | 4-1   |
| 5    | Cornelis Ekkart  | Països Baixos | 3         | 19 | 15 | 1-4   | 4-0   | 3-4   | 4-3   | X     | 3-4   | 4-0   |
| 6    | Ernest Gignoux   | Estats Units  | 3         | 18 | 16 | 2-4   | 2-4   | 2-4   | 4-1   | 4-3   | X     | 4-0   |
| 7    | Svend Aage Munck | Dinamarca     | 0         | 10 | 24 | 3-4   | 3-4   | 3-4   | 1-4   | 0-4   | 0-4   | X     |

| Pos. | Atleta          | Nació        | Victòries | TF | TC | Rival | Rival | Rival | Rival | Rival | Rival | Rival | DES |
| Pos. | Atleta          | Nació        | Victòries | TF | TC | BEL   | PÓS   | CON   | SOL   | KER   | ACK   | BER   | DES |
| ---- | --------------- | ------------ | --------- | -- | -- | ----- | ----- | ----- | ----- | ----- | ----- | ----- | --- |
| 1    | Héctor Belo     | Uruguai      | 4         | 21 | 14 | X     | 4-2   | 3-4   | 4-1   | 2-4   | 4-2   | 4-1   |     |
| 2    | Sándor Pósta    | Hongria      | 4         | 20 | 15 | 2-4   | X     | 4-2   | 4-2   | 4-1   | 2-4   | 4-2   |     |
| 3    | Georges Conraux | França       | 4         | 21 | 18 | 4-3   | 2-4   | X     | 3-4   | 4-3   | 4-3   | 4-1   |     |
| 4    | Raúl Sola       | Argentina    | 3         | 18 | 19 | 1-4   | 2-4   | 4-3   | X     | 4-2   | 3-4   | 4-2   | 4-2 |
| 5    | Cecil Kershaw   | Estats Units | 3         | 18 | 19 | 4-2   | 1-4   | 3-4   | 2-4   | X     | 4-3   | 4-2   | 2-4 |
| 6    | Charles Acke    | Bèlgica      | 2         | 16 | 21 | 2-4   | 4-2   | 3-4   | 4-3   | 3-4   | X     | 0-4   |     |
| 7    | Jens Berthelsen | Dinamarca    | 1         | 12 | 20 | 1-4   | 2-4   | 1-4   | 2-4   | 2-4   | 4-0   | X     |     |

| Pos. | Atleta             | Nació         | Victòries | TF | TC | Rival | Rival | Rival | Rival | Rival | Rival | Rival |
| Pos. | Atleta             | Nació         | Victòries | TF | TC | DUC   | OSI   | DAL   | SCH   | VAN   | MCP   | TOL   |
| ---- | ------------------ | ------------- | --------- | -- | -- | ----- | ----- | ----- | ----- | ----- | ----- | ----- |
| 1    | Roger Ducret       | França        | 6         | 24 | 11 | X     | 4-1   | 4-2   | 4-2   | 4-3   | 4-1   | 4-2   |
| 2    | Ivan Osiier        | Dinamarca     | 4         | 17 | 14 | 1-4   | X     | 4-0   | 0-4   | 4-3   | 4-1   | 4-2   |
| 3    | Robin Dalglish     | Estats Units  | 3         | 15 | 15 | 2-4   | 0-4   | X     | 4-0   | 1-4   | 4-3   | 4-0   |
| 4    | Zoltán Schenker    | Hongria       | 3         | 17 | 16 | 2-4   | 4-0   | 0-4   | X     | 4-3   | 3-4   | 4-1   |
| 5    | Jan van der Wiel   | Països Baixos | 3         | 21 | 17 | 3-4   | 3-4   | 4-1   | 3-4   | X     | 4-3   | 4-1   |
| 6    | Chauncey McPherson | Estats Units  | 2         | 16 | 20 | 1-4   | 1-4   | 3-4   | 4-3   | 3-4   | X     | 4-1   |
| 7    | Manuel Toledo      | Espanya       | 0         | 7  | 24 | 2-4   | 2-4   | 0-4   | 1-4   | 1-4   | 1-4   | X     |

| Pos. | Atleta          | Nació        | Victòries | TF | TC | Rival | Rival | Rival | Rival | Rival | Rival |
| Pos. | Atleta          | Nació        | Victòries | TF | TC | PUL   | FEY   | SEL   | MEN   | PON   | GON   |
| ---- | --------------- | ------------ | --------- | -- | -- | ----- | ----- | ----- | ----- | ----- | ----- |
| 1    | Oreste Puliti   | Itàlia       | 5         | 20 | 5  | X     | 4-3   | 4-1   | 4-0   | 4-1   | 4-0   |
| 2    | Robert Feyerick | Bèlgica      | 4         | 19 | 13 | 3-4   | X     | 4-2   | 4-1   | 4-3   | 4-3   |
| 3    | Edgar Seligman  | Estats Units | 3         | 15 | 12 | 1-4   | 2-4   | X     | 4-1   | 4-3   | 4-0   |
| 4    | Domingo Mendy   | Uruguai      | 2         | 10 | 15 | 0-4   | 1-4   | 1-4   | X     | 4-3   | 4-0   |
| 5    | Arturo Ponce    | Argentina    | 1         | 14 | 17 | 1-4   | 3-4   | 3-4   | 3-4   | X     | 4-1   |
| 6    | Julio González  | Espanya      | 0         | 4  | 20 | 0-4   | 3-4   | 0-4   | 0-4   | 1-4   | X     |

| Pos. | Atleta                 | Nació        | Victòries | TF | TC | Rival | Rival | Rival | Rival | Rival | Rival | Rival | Rival |
| Pos. | Atleta                 | Nació        | Victòries | TF | TC | SAR   | VON   | PER   | MER   | COR   | LYO   | GUI   | GEO   |
| ---- | ---------------------- | ------------ | --------- | -- | -- | ----- | ----- | ----- | ----- | ----- | ----- | ----- | ----- |
| 1    | Giulio Sarrocchi       | Itàlia       | 6         | 25 | 14 | X     | 1-4   | 4-1   | 4-3   | 4-3   | 4-1   | 4-1   | 4-1   |
| 2    | Ödön von Tersztyánszky | Hongria      | 6         | 27 | 15 | 4-2   | X     | 3-4   | 4-1   | 4-2   | 4-2   | 4-3   | 4-1   |
| 3    | Marc Perrodon          | França       | 6         | 25 | 17 | 1-4   | 4-3   | X     | 4-2   | 4-2   | 4-3   | 4-3   | 4-0   |
| 4    | Carmelo Merlo          | Argentina    | 4         | 22 | 17 | 3-4   | 1-4   | 2-4   | X     | 4-0   | 4-1   | 4-1   | 4-3   |
| 5    | Archibald Corble       | Estats Units | 3         | 19 | 20 | 3-4   | 2-4   | 2-4   | 0-4   | X     | 4-1   | 4-2   | 4-1   |
| 6    | Arthur Lyon            | Estats Units | 1         | 14 | 25 | 1-4   | 2-4   | 3-4   | 1-4   | 1-4   | X     | 4-1   | 2-4   |
| 7    | Fernando Guillén       | Espanya      | 1         | 15 | 26 | 1-4   | 3-4   | 3-4   | 1-4   | 2-4   | 1-4   | X     | 4-2   |
| 8    | Iōannīs Geōrgiadīs     | Grècia       | 1         | 12 | 26 | 1-4   | 1-4   | 0-4   | 3-4   | 1-4   | 4-2   | 2-4   | X     |

| Pos. | Atleta               | Nació         | Victòries | TF | TC | Rival | Rival | Rival | Rival | Rival | Rival |
| Pos. | Atleta               | Nació         | Victòries | TF | TC | DEJ   | KOT   | GAR   | MEN   | AKR   | BAL   |
| ---- | -------------------- | ------------- | --------- | -- | -- | ----- | ----- | ----- | ----- | ----- | ----- |
| 1    | Arie de Jong         | Països Baixos | 4         | 19 | 10 | X     | 4-3   | 4-2   | 4-0   | 3-4   | 4-1   |
| 2    | Konstantinos Kotzias | Grècia        | 3         | 18 | 11 | 3-4   | X     | 3-4   | 4-1   | 4-2   | 4-0   |
| 3    | János Garay          | Hongria       | 3         | 17 | 15 | 2-4   | 4-3   | X     | 3-4   | 4-2   | 4-2   |
| 4    | Pedro Mendy          | Uruguai       | 2         | 12 | 16 | 0-4   | 1-4   | 4-3   | X     | 3-4   | 4-1   |
| 5    | Sigurd Akre-Aas      | Noruega       | 2         | 13 | 18 | 4-3   | 2-4   | 2-4   | 4-3   | X     | 1-4   |
| 6    | Fuat Balkan          | Turquia       | 1         | 8  | 17 | 1-4   | 0-4   | 2-4   | 1-4   | 4-1   | X     |

| Pos. | Atleta              | Nació         | Victòries | TF | TC | Rival | Rival | Rival | Rival | Rival | Rival |
| Pos. | Atleta              | Nació         | Victòries | TF | TC | BER   | BER   | CAS   | VAN   | FER   | MUR   |
| ---- | ------------------- | ------------- | --------- | -- | -- | ----- | ----- | ----- | ----- | ----- | ----- |
| 1    | Omer Berck          | Bèlgica       | 4         | 19 | 10 | X     | 3-4   | 4-1   | 4-2   | 4-1   | 4-2   |
| 2    | Marcello Bertinetti | Itàlia        | 4         | 19 | 12 | 4-3   | X     | 3-4   | 4-1   | 4-3   | 4-1   |
| 3    | Laurence Castner    | Estats Units  | 3         | 16 | 16 | 1-4   | 4-3   | X     | 4-3   | 3-4   | 4-2   |
| 4    | Maarten van Dulm    | Països Baixos | 2         | 14 | 14 | 2-4   | 1-4   | 3-4   | X     | 4-1   | 4-1   |
| 5    | Rafael Fernández    | Xile          | 2         | 13 | 16 | 1-4   | 3-4   | 4-3   | 1-4   | X     | 4-1   |
| 6    | Julián de Olivares  | Espanya       | 0         | 7  | 20 | 2-4   | 1-4   | 2-4   | 1-4   | 1-4   | X     |

### Semifinals
Es disputà el 16 de juliol. Els quatre primers de cada grup passen a la final.
| Pos. | Atleta                 | Nació        | Victòries | TF      | TC      | Rival   | Rival   | Rival   | Rival   | Rival   | Rival   | Rival   | Rival   | Rival   |
| Pos. | Atleta                 | Nació        | Victòries | TF      | TC      | BIN     | OSI     | GAR     | CON     | VON     | MER     | MAE     | ROL     | MEN     |
| ---- | ---------------------- | ------------ | --------- | ------- | ------- | ------- | ------- | ------- | ------- | ------- | ------- | ------- | ------- | ------- |
| 1    | Bino Bini              | Itàlia       | 7         | 31      | 15      | X       | 4-2     | 4-3     | 3-4     | 4-3     | 4-2     | 4-0     | 4-0     | 4-1     |
| 2    | Ivan Osiier            | Dinamarca    | 7         | 30      | 18      | 2-4     | X       | 4-2     | 4-2     | 4-3     | 4-2     | 4-1     | 4-1     | 4-3     |
| 3    | János Garay            | Hongria      | 6         | 29      | 19      | 3-4     | 2-4     | X       | 4-2     | 4-2     | 4-3     | 4-2     | 4-0     | 4-2     |
| 4    | Georges Conraux        | França       | 5         | 26      | 22      | 4-3     | 2-4     | 2-4     | X       | 4-1     | 4-2     | 2-4     | 4-2     | 4-2     |
| 5    | Ödön von Tersztyánszky | Hongria      | 4         | 25      | 22      | 3-4     | 3-4     | 2-4     | 1-4     | X       | 4-2     | 4-0     | 4-2     | 4-2     |
| 6    | Carmelo Merlo          | Argentina    | 3         | 23      | 25      | 2-4     | 2-4     | 3-4     | 2-4     | 2-4     | X       | 4-1     | 4-2     | 4-2     |
| 7    | Jules Maes             | Bèlgica      | 2         | 15      | 27      | 0-4     | 1-4     | 2-4     | 4-2     | 0-4     | 1-4     | X       | 3-4     | 4-1     |
| 8    | Conrado Rolando        | Uruguai      | 2         | 15      | 28      | 0-4     | 1-4     | 0-4     | 2-4     | 2-4     | 2-4     | 4-3     | X       | 4-1     |
| 9    | Pedro Mendy            | Uruguai      | 0         | 14      | 32      | 1-4     | 3-4     | 2-4     | 2-4     | 2-4     | 2-4     | 1-4     | 1-4     | X       |
| -    | Edgar Seligman         | Estats Units | Forfait   | Forfait | Forfait | Forfait | Forfait | Forfait | Forfait | Forfait | Forfait | Forfait | Forfait | Forfait |

| Pos. | Atleta              | Nació         | Victòries | TF | TC | Rival | Rival | Rival | Rival | Rival | Rival | Rival | Rival | Rival |
| Pos. | Atleta              | Nació         | Victòries | TF | TC | DUC   | BER   | SCH   | DE    | SOL   | BER   | DAL   | MEN   | CAS   |
| ---- | ------------------- | ------------- | --------- | -- | -- | ----- | ----- | ----- | ----- | ----- | ----- | ----- | ----- | ----- |
| 1    | Roger Ducret        | França        | 7         | 30 | 17 | X     | 2-4   | 4-2   | 4-2   | 4-1   | 4-2   | 4-2   | 4-1   | 4-3   |
| 2    | Marcello Bertinetti | Itàlia        | 6         | 29 | 17 | 4-2   | X     | 2-4   | 3-4   | 4-0   | 4-3   | 4-3   | 4-1   | 4-0   |
| 3    | Zoltán Schenker     | Hongria       | 6         | 27 | 20 | 2-4   | 4-2   | X     | 4-3   | 1-4   | 4-3   | 4-3   | 4-1   | 4-0   |
| 4    | Arie de Jong        | Països Baixos | 5         | 28 | 17 | 2-4   | 4-3   | 3-4   | X     | 4-0   | 3-4   | 4-0   | 4-0   | 4-2   |
| 5    | Raúl Sola           | Argentina     | 4         | 20 | 21 | 1-4   | 0-4   | 4-1   | 0-4   | X     | 4-2   | 3-4   | 4-0   | 4-2   |
| 6    | Omer Berck          | Bèlgica       | 3         | 25 | 24 | 2-4   | 3-4   | 3-4   | 4-3   | 2-4   | X     | 4-1   | 4-0   | 3-4   |
| 7    | Robin Dalglish      | Estats Units  | 3         | 21 | 24 | 2-4   | 3-4   | 3-4   | 0-4   | 4-3   | 1-4   | X     | 4-0   | 4-1   |
| 8    | Domingo Mendy       | Uruguai       | 1         | 7  | 29 | 1-4   | 1-4   | 1-4   | 0-4   | 0-4   | 0-4   | 0-4   | X     | 4-1   |
| 9    | Laurence Castner    | Estats Units  | 1         | 13 | 31 | 3-4   | 0-4   | 0-4   | 2-4   | 2-4   | 4-3   | 1-4   | 1-4   | X     |

| Pos. | Atleta               | Nació         | Victòries | TF | TC | Rival | Rival | Rival | Rival | Rival | Rival | Rival | Rival | Rival |
| Pos. | Atleta               | Nació         | Victòries | TF | TC | PUL   | PÓS   | CAS   | SAR   | BEL   | FEY   | PER   | VAN   | KOT   |
| ---- | -------------------- | ------------- | --------- | -- | -- | ----- | ----- | ----- | ----- | ----- | ----- | ----- | ----- | ----- |
| 1    | Oreste Puliti        | Itàlia        | 7         | 30 | 15 | X     | 4-2   | 2-4   | 4-1   | 4-3   | 4-2   | 4-1   | 4-1   | 4-1   |
| 2    | Sándor Pósta         | Hongria       | 6         | 28 | 20 | 2-4   | X     | 4-3   | 2-4   | 4-2   | 4-0   | 4-2   | 4-2   | 4-3   |
| 3    | Horacio Casco        | Argentina     | 5         | 26 | 17 | 4-2   | 3-4   | X     | 1-4   | 2-4   | 4-0   | 4-2   | 4-1   | 4-0   |
| 4    | Giulio Sarrocchi     | Itàlia        | 5         | 24 | 21 | 1-4   | 4-2   | 4-1   | X     | 4-3   | 0-4   | 4-2   | 3-4   | 4-1   |
| 5    | Héctor Belo          | Uruguai       | 4         | 27 | 22 | 3-4   | 2-4   | 4-2   | 3-4   | X     | 4-1   | 4-3   | 4-0   | 3-4   |
| 6    | Robert Feyerick      | Bèlgica       | 4         | 19 | 24 | 2-4   | 0-4   | 0-4   | 4-0   | 1-4   | X     | 4-3   | 4-2   | 4-3   |
| 7    | Marc Perrodon        | França        | 2         | 21 | 27 | 1-4   | 2-4   | 2-4   | 2-4   | 3-4   | 3-4   | X     | 4-3   | 4-0   |
| 8    | Maarten van Dulm     | Països Baixos | 2         | 17 | 27 | 1-4   | 2-4   | 1-4   | 4-3   | 0-4   | 2-4   | 3-4   | X     | 4-0   |
| 9    | Konstantinos Kotzias | Grècia        | 1         | 12 | 31 | 1-4   | 3-4   | 0-4   | 1-4   | 4-3   | 3-4   | 0-4   | 0-4   | X     |

### Final
Es disputà el 18 de juliol.
La final es va veure marcada per un trist episodi. Un jutge hongarès va acusar als italians de competir afavorint Puliti per tal de classificar-se. El jurat va desqualificar Puliti i davant aquesta situació la resta de compatriotes van decidir abandonar la competició.
| Pos. | Atleta              | Nació         | Victòries     | TF            | TC            | Rival         | Rival         | Rival         | Rival         | Rival         | Rival         | Rival         | Rival         |
| Pos. | Atleta              | Nació         | Victòries     | TF            | TC            | PÓS           | DUC           | GAR           | SCH           | DE            | OSI           | CON           | CAS           |
| ---- | ------------------- | ------------- | ------------- | ------------- | ------------- | ------------- | ------------- | ------------- | ------------- | ------------- | ------------- | ------------- | ------------- |
| DES1 | Roger Ducret        | França        | 5             | 22            | 16            | 1-2           | X             | 4-2           | 4-3           | 1-4           | 4-1           | 4-3           | 4-1           |
| DES1 | Sándor Pósta        | Hongria       | 5             | 26            | 20            | X             | 4-1           | 3-4           | 4-3           | 4-3           | 3-4           | 4-3           | 4-2           |
| DES1 | János Garay         | Hongria       | 5             | 23            | 20            | 4-3           | 2-4           | X             | 4-2           | 4-2           | 1-4           | 4-3           | 4-2           |
| DES4 | Zoltán Schenker     | Hongria       | 4             | 24            | 21            | 3-4           | 3-4           | 2-4           | X             | 4-3           | 4-0           | 4-3           | 4-3           |
| DES4 | Arie de Jong        | Països Baixos | 4             | 24            | 21            | 3-4           | 4-1           | 2-4           | 3-4           | X             | 4-3           | 4-3           | 4-2           |
| DES6 | Ivan Osiier         | Dinamarca     | 2             | 15            | 24            | 4-3           | 1-4           | 4-1           | 0-4           | 3-4           | X             | 0-4           | 3-4           |
| DES6 | Georges Conraux     | França        | 2             | 23            | 22            | 3-4           | 3-4           | 3-4           | 3-4           | 3-4           | 4-0           | X             | 4-2           |
| 8    | Horacio Casco       | Argentina     | 1             | 16            | 27            | 2-4           | 1-4           | 2-4           | 3-4           | 2-4           | 4-3           | 2-4           | X             |
| -    | Oreste Puliti       | Itàlia        | Desqualificat | Desqualificat | Desqualificat | Desqualificat | Desqualificat | Desqualificat | Desqualificat | Desqualificat | Desqualificat | Desqualificat | Desqualificat |
| -    | Marcello Bertinetti | Itàlia        | Abandona      | Abandona      | Abandona      | Abandona      | Abandona      | Abandona      | Abandona      | Abandona      | Abandona      | Abandona      | Abandona      |
| -    | Bino Bini           | Itàlia        | Abandona      | Abandona      | Abandona      | Abandona      | Abandona      | Abandona      | Abandona      | Abandona      | Abandona      | Abandona      | Abandona      |
| -    | Giulio Sarrocchi    | Itàlia        | Abandona      | Abandona      | Abandona      | Abandona      | Abandona      | Abandona      | Abandona      | Abandona      | Abandona      | Abandona      | Abandona      |

| Pos. | Atleta          | Nació     | Victòries | TF | TC |
| ---- | --------------- | --------- | --------- | -- | -- |
| 6    | Ivan Osiier     | Dinamarca | 1         | 4  | 2  |
| 7    | Georges Conraux | França    | 0         | 2  | 4  |

| Pos. | Atleta          | Nació         | Victòries | TF | TC |
| ---- | --------------- | ------------- | --------- | -- | -- |
| 4    | Zoltán Schenker | Hongria       | 1         | 4  | 3  |
| 5    | Arie de Jong    | Països Baixos | 0         | 3  | 4  |

| Pos. | Atleta       | Nació   | Victòries | TF | TC | Rival | Rival | Rival |
| Pos. | Atleta       | Nació   | Victòries | TF | TC | PÓS   | DUC   | GAR   |
| ---- | ------------ | ------- | --------- | -- | -- | ----- | ----- | ----- |
| 1    | Sándor Pósta | Hongria | 2         | 8  | 1  | X     | 4-0   | 4-1   |
| 2    | Roger Ducret | França  | 1         | 4  | 7  | 0-4   | X     | 4-3   |
| 3    | János Garay  | Hongria | 0         | 4  | 8  | 1-4   | 3-4   | X     |